# Campeonato Paulista de Futebol de 1929 (LAF)
O Campeonato da Liga dos Amadores de Foot-ball de 1929 foi a 4.ª e última edição do campeonato organizado pela LAF, jogado pelos clubes paulistas filiados a esta liga. É reconhecido como legítima edição do Campeonato Paulista de Futebol pela FPF. O  campeão foi o Paulistano, com a Ponte Preta ficando com o vice-campeonato.
Devido ao racha sobre a adesão ao profissionalismo no futebol, desde 1926, disputavam-se dois campeonatos. O organizado pela velha APEA tinha os times pró-profissionalismo, e no campeonato organizado pela LAF, jogavam os clubes elitistas e pró-amadorismo. Porém, o profissionalismo não era mais questão de escolha: era questão de tempo, vigorando, enfim, em 1933. Como o amadorismo ficou inviável, a Liga de Amadores se desfez, junto com seu campeonato, após esse ano.
O maior campeão do futebol paulista até então, o Paulistano, fechou seu departamento de futebol, permanecendo apenas como clube social. Outro tradicional clube disputou seu último campeonato: a Associação Atlética das Palmeiras, fechando as portas ao final do ano. Sócios de ambos os times, descontentes com o fim das atividades futebolísticas, uniram forças: grande parte do elenco do Paulistano, campeão paulista de 1929 e da A.A. Palmeiras, através de seu estádio, a Chácara da Floresta, fundaram o São Paulo Futebol Clube, em 25 de janeiro de 1930.

## Disputa do título
O derradeiro campeonato da LAF foi marcado pelo inchaço: 12 clubes que se enfrentaram em turno e returno por longos 8 meses. O Paulistano de Friedenreich logo se destacou na disputa pelo título, ao lado do atual campeão, o Internacional de São Paulo e da surpreendente Ponte Preta de Campinas.
O Internacional paulista derrotou o Paulistano no primeiro confronto direto. Na metade do campeonato, a Ponte Preta venceu o Internacional, mas rodadas depois foi goleada por 4 a 1 pelo Paulistano. No returno, o Paulistano venceu o jogo de volta contra o Internacional, o qual rodadas depois venceu à Ponte fora de casa, numa demonstração do equilíbrio entre os três.
No final do torneio, a vantagem era do Paulistano, que com 30 pontos e restando três jogos a fazer, só precisava de dois pontos para sagrar-se campeão. A Ponte, com 26 pontos, ainda faria dois jogos, sendo um deles confronto direto com o Paulistano, podendo empatar em 30 e forçar partida de desempate; enquanto o Internacional, com 23 pontos mas 4 jogos a disputar, poderia até teoricamente ultrapassar o Paulistano com 31 pontos.
Mas o campeonato foi interrompido nesse ponto, pois o Germânia pediu filiação à APEA e abriu mão dos pontos da partida que faltava fazer com o Paulistano, frustrando aos torcedores do Internacional e da Ponte Preta, e dando aos torcedores e jogadores do Paulistano uma amarga conquista de seu último Paulistão, sem entrar em campo, pelo triste fato de que o torneio e o ideal de amadorismo que guiava e mantinha o Paulistano chagara ao fim.

## Tabela
14/04/1929 Antarctica 1 x 3 Independência
14/04/1929 SC Internacional 1 x 1 Port. Santista
14/04/1929 Hespanha FC 1 x 0 Atlético Santista
14/04/1929 Paulista (Jundiaí) 3 x 5 Ponte Preta
21/04/1929 Paulista (Jundiaí) 1 x 3 Atlético Santista
21/04/1929 Antarctica 0 x 3 Paulistano
21/04/1929 Ponte Preta 4 x 5 Port. Santista
21/04/1929 AA das Palmeiras 1 x 7 Independência
21/04/1929 Hespanha FC 1 x 2 SC Internacional
28/04/1929 Paulista (Jundiaí) 3 x 2 Hespanha FC
28/04/1929 Ponte Preta 5 x 3 Independência
28/04/1929 Germânia 2 x 1 Antarctica
28/04/1929 Port. Santista 2 x 0 AA São Bento
05/05/1929 Atlético Santista 2 x 2 Germânia
05/05/1929 Ponte Preta 1 x 0 Hespanha FC
05/05/1929 Paulista (Jundiaí) 1 x 5 Independência
05/05/1929 SC Internacional 5 x 1 Antarctica
05/05/1929 Paulistano 5 x 0 Port. Santista
12/05/1929 Paulista (Jundiaí) 2 x 1 Antarctica
12/05/1929 Paulistano 0 x 1 SC Internacional
12/05/1929 AA São Bento 1 x 1 Independência
12/05/1929 Port. Santista 5 x 1 Germânia
12/05/1929 Ponte Preta 4 x 2 AA das Palmeiras
19/05/1929 Antarctica 3 x 3 AA São Bento
19/05/1929 SC Internacional 3 x 2 Germânia
19/05/1929 Ponte Preta 3 x 0 Atlético Santista
19/05/1929 Port. Santista 1 x 1 Hespanha FC
16/05/1929 Paulista (Jundiaí) 3 x 1 AA das Palmeiras
26/05/1929 Independência 2 x 1 Port. Santista
26/05/1929 Atlético Santista 1 x 0 AA São Bento
26/05/1929 Ponte Preta 2 x 1 SC Internacional
26/05/1929 Germânia 5 x 2 Hespanha FC
26/05/1929 Antarctica 3 x 0 AA das Palmeiras
02/06/1929 Paulistano 3 x 0 Paulista (Jundiaí)
02/06/1929 SC Internacional 0 x 0 Atlético Santista
02/06/1929 Independência 3 x 6 Germânia
02/06/1929 Hespanha FC 5 x 2 AA das Palmeiras
09/06/1929 Hespanha FC 1 x 4 Paulistano
09/06/1959 AA das Palmeiras 0 x 2 SC Internacional
09/06/1929 AA São Bento 1 x 0 Ponte Preta
16/06/1929 Paulista (Jundiaí) 4 x 2 Port. Santista
16/06/1929 Antarctica 2 x 1 Atlético Santista
16/06/1929 Paulistano 4 x 0 Ponte Preta
16/06/1929 Hespanha FC 2 x 2 AA São Bento
30/06/1929 Independência 1 x 1 Hespanha FC
30/06/1929 AA São Bento 1 x 0 Paulista (Jundiaí)
07/07/1929 Germânia 3 x 2 Ponte Preta
07/07/1929 AA São Bento 2 x 1 SC Internacional
07/07/1929 Atlético Santista 1 x 1 Port. Santista
14/07/1929 Ponte Preta 7 x 0 Antarctica
14/07/1929 Atlético Santista 1 x 1 Independência
14/07/1929 Paulistano 3 x 1 AA São Bento
14/07/1929 Paulista (Jundiaí) 1 x 0 SC Internacional
21/07/1929 Atlético Santista 0 x 4 Paulistano
21/07/1929 AA São Bento 0 x 0 Germânia
21/07/1929 Independência 3 x 0 SC Internacional
21/07/1929 Antarctica 2 x 2 Port. Santista
28/07/1929 Germânia 0 x 5 Paulistano
28/07/1929 AA das Palmeitas 3 x 2 AA São Bento
28/07/1929 Antarctica 1 x 1 Hespanha FC
04/08/1929 AA das Palmeiras 1 x 2 Paulistano
04/08/1929 Independência 2 x 3 Atlético Santista
04/08/1929 Antarctica 2 x 2 Ponte Preta
04/08/1929 Port. Santista 1 x 2 SC Internacional
04/08/1929 Germânia 3 x 2 Paulista (Jundiaí)
11/08/1929 Paulistano 2 x 1 Independência
11/08/1929 SC Internacional 5 x 3 Paulista (Jundiaí)
11/08/1929 Atlético Santista 3 x 4 Hespanha FC
11/08/1929 AA Palmeiras 2 x 4 Germânia
25/08/1929 Ponte Preta 3 x 1 Paulista (Jundiaí)
25/08/1929 Independ–ncia 2 x 4 AA das Palmeiras
15/09/1929 Hespanha FC 6 x 0 Paulista (Jundiaí)
15/09/1929 Germânia 0 x 2 Port. Santista
15/09/1929 SC Internacional 1 x 2 Paulistano
15/09/1929 AA das Palmeiras 0 x WO Ponte Preta
22/09/1929 Antarctica 0 x 0 SC Internacional
22/09/1929 Independência 0 x WO Paulista (Jundiaí)
22/09/1929 AA São Bento 0 x 1 Atlético Santista
22/09/1929 Port. Santista 0 x 2 Paulistano
29/09/1929 Antarctica 1 x 0 Hespanha FC
29/09/1929 AA das Palmeiras 1 x 2 Paulista (Jundiaí)
29/09/1929 Port. Santista 1 x 2 Independência
06/10/1929 AA das Palmeiras 1 x 3 Antarctica
13/10/1929 Hespanha FC 4 x 1 Port. Santista
20/10/1929 Paulistano 2 x 0 Germânia
20/10/1929 AA das Palmeiras 2 x 2 SC Internacional
20/10/1929 Ponte Preta 4 x 0 AA São Bento
27/10/1929 AA São Bento 0 x 4 SC Internacional
27/10/1929 Antarctica 4 x 1 Paulista (Jundiaí)
27/10/1929 Hespanha FC 4 x 2 Germânia
27/10/1929 AA das Palmeiras 4 x 3 Port. Santista
10/11/1929 AA das Palmeiras 1 x 3 Hespanha FC
10/11/1929 AA São Bento 2 x 0 Paulistano
10/11/1929 Port. Santista 4 x 1 Antarctica
10/11/1929 Atlético Santista 7 x 1 Germânia
10/11/1929 Ponte Preta 2 x 3 SC Internacional
15/11/1929 Paulista (Jundiaí) 0 x 3 Germânia
15/11/1929 AA São Bento 0 x WO Port. Santista
15/11/1929 Independência 2 x 3 Ponte Preta
17/11/1929 Port. Santista 2 x 3 Ponte Preta
17/11/1929 AA São Bento 3 x 3 Hespanha FC
17/11/1929 Independência 2 x 1 Paulistano
24/11/1929 Paulista (Jundiaí) 2 x 2 Paulistano
24/11/1929 Atlético Santista 1 x 0 Antarctica
24/11/1929 Independência 1 x 1 SC Internacional
01/12/1929 Hespanha FC 3 x 0 Independência
01/12/1929 AA São Bento 2 x 2 Antarctica
01/12/1929 Ponte Preta 3 x 2 Germânia
01/12/1929 Atlético Santista 6 x 0 Paulista (Jundiaí)
08/12/1929 Independência 1 x 1 Antarctica
08/12/1929 Paulistano 2 x 2 Hespanha FC
08/12/1929 Germânia 2 x 0 AA São Bento
08/12/1929 Port. Santista 1 x 0 Atlético Santista
15/12/1929 Paulistano 6 x 1 Antarctica
15/12/1929 Ponte Preta 2 x 2 Atlético Santista
22/12/1929 Port. Santista 2 x 1 Paulista (Jundiaí)

## Jogo do título
Paulistano 6x1 Antarctica
Estádio Jardim América (15/12/1929)

## Premiação
| Campeão Paulista de 1929 (Campeonato da LAF) |
| -------------------------------------------- |
| PAULISTANO (11º título)                      |

### Classificação final
| Classificação - Final | Classificação - Final | Classificação - Final | Classificação - Final | Classificação - Final | Classificação - Final | Classificação - Final | Classificação - Final | Classificação - Final | Classificação - Final |
| Time | Time                  | PG                    | J                     | V                     | E                     | D                     | GP                    | GC                    | SG                    |
| --- | --------------------- | --------------------- | --------------------- | --------------------- | --------------------- | --------------------- | --------------------- | --------------------- | --------------------- |
| 1 | Paulistano            | 30                    | 19                    | 14                    | 2                     | 3                     | 53                    | 15                    | 38                    |
| 2 | Ponte Preta           | 26                    | 20                    | 12                    | 2                     | 6                     | 55                    | 36                    | 19                    |
| 3 | Internacional         | 23                    | 18                    | 9                     | 5                     | 4                     | 34                    | 23                    | 11                    |
| 4 | Independência         | 21                    | 20                    | 8                     | 5                     | 7                     | 42                    | 37                    | 5                     |
| 5 | Hespanha              | 22                    | 20                    | 8                     | 6                     | 6                     | 46                    | 35                    | 11                    |
| 6 | Atlético Santista     | 19                    | 19                    | 7                     | 5                     | 7                     | 34                    | 28                    | 6                     |
| 7 | Germânia              | 18                    | 18                    | 8                     | 2                     | 8                     | 38                    | 45                    | - 7                   |
| 8 | Portuguesa Santista   | 18                    | 21                    | 7                     | 4                     | 10                    | 37                    | 40                    | - 3                   |
| 9 | Antarctica            | 17                    | 21                    | 5                     | 7                     | 9                     | 30                    | 47                    | - 17                  |
| 10 | São Bento             | 16                    | 19                    | 5                     | 6                     | 8                     | 20                    | 32                    | - 12                  |
| 11 | AA das Palmeiras      | 11                    | 17                    | 5                     | 1                     | 11                    | 28                    | 50                    | - 22                  |
| 12 | Paulista              | 11                    | 20                    | 5                     | 1                     | 14                    | 29                    | 58                    | - 29                  |
| PG - pontos ganhos; J - jogos; V - vitórias; E - empates; D - derrotas; GP - gols pró; GC - gols contra; SG - saldo de gols |                       |                       |                       |                       |                       |                       |                       |                       |                       |